# Клемпель, Ежи
Ежи Клемпель (пол. Jerzy Klempel; 23 апреля 1953, Мендзилесе — 28 мая 2004, Вроцлав) — польский гандболист, заслуженный мастер спорта Польши (1987).

## Клубная карьера
Игрок «Гвардии» Ополе, «Сьёнска» Вроцлав, «Гёппингена». 7 раза подряд выигрывал чемпионат Польши по гандболу в 1972—1978 годах. 3 раза подряд становился лучшим бомбардиром чемпионата Германии по гандболу: в 1986, 1987, 1988 годах. В течение 26 лет рекордсмен Бундеслиги — в одном мачте забил 19 голов.

## Сборная
224 раза выступал за сборную Польши, что стало рекордом в истории сборной. Клемпель считается также лучшим бомбардиром сборной, но точное количество голов неизвестно.
Бронзовый призёр летних Олимпийских игр 1976 года. Был также участником летних Олимпийских игр 1980 года, где занял 7-е место, но стал лучшим бомбардиром турнира.
Три раза участвовал в чемпионате мира: в 1982 году завоевал бронзовую медаль, в 1974 году был четвёртым, в 1978 году — шестым. В 1978 году был также лучшим бомбардиром турнира.
Был также клубным тренером и тренером сборной Польши.